# Big Brook (spookdorp)
Big Brook is een spookdorp in de Canadese provincie Newfoundland en Labrador. De plaats bevindt zich in het uiterste noorden van het eiland Newfoundland.

## Geografie
Big Brook ligt aan de Straat van Belle Isle, in het uiterste noordwesten van het Great Northern Peninsula van Newfoundland. Het ligt aan het eindpunt van een 16 km lange grindweg die vanaf provinciale route 435 westwaarts loopt. De voormalige nederzetting ligt 6,5 km ten noordoosten van Watts Point Ecological Reserve en 21 km ten zuidwesten van Cape Norman, het noordelijkste punt van Newfoundland.

## Geschiedenis
De plaats was een van de vele typische Newfoundlandse outports. Het geïsoleerde plaatsje leefde vrijwel volledig van de visserij. Het is voor het eerst terug te vinden in de volkstelling van 1874, toen er negen inwoners waren. Het lag bij relatief goede visgronden, maar groeide nooit tot een grote plaats uit vanwege de afgelegen ligging en het ruige klimaat.
In 1970 werd de plaats via een grindweg verbonden met St. Anthony en zo de rest van Newfoundland. Big Brook kreeg het net als veel gelijkaardige plaatsen op het eiland moeilijk vanwege het moratorium op de kabeljauwvisserij van 1992. Ook waren de leefomstandigheden moeilijk vanwege onder meer het ontbreken van een school en medische faciliteiten en de zeer moeilijke bereikbaarheid via de grindweg in de wintermaanden.
In 2004 kregen de drie overblijvende huishoudens (die tezamen tien personen telden) in het kader van de provinciale hervestigingspolitiek $90.000 per gezin uitbetaald om te verhuizen naar een minder geïsoleerde plaats binnen de provincie. Sindsdien is Big Brook, na jaren van demografische achteruitgang, een spookdorp.
De hervestiging kostte de provincie opgeteld $350.000. Doordat de weg erheen sinds de hervestiging geen enkel onderhoud meer vereist en er geen schoolbus of stromend water meer dient voorzien te worden, spaart de provincie echter zo'n $122.000 per jaar uit.

## Demografische ontwikkeling
| Jaar                                   | Aantal inwoners | Verschil |
| -------------------------------------- | --------------- | -------- |
| 1991                                   | 29              | –        |
| 1996                                   | 12              | -58,6%   |
| 2001                                   | 10              | -16,7%   |
| 2004                                   | 10              | ±0,0%    |
| Sinds eind 2004 is Big Brook verlaten. |                 |          |